# قونغیرات
قونغیرات یا قونگرات(به ازبکی: Qoʻngʻirot، قۉنغیرات)(به قره‌قالپاقی: Qońırat، قوڭىُرات) شهری در قره‌قالپاقستان کشور ازبکستان است که در سرشماری سال ۲۰۱۰ میلادی، ۶۳٬۹۲۵ نفر جمعیت داشته است. این شهر در قرن هجدهم پایتخت امارتی بود که به سبب قرار گرفتن در جزیرهٔ آرال توانست از خان‌نشین خیوه مستقل شود و تا زمان حکمرانی محمدرحیم‌خان بر خیوه استقلال خود را حفظ کند.